# Mladen Bojinović
Mladen Bojinović (Banja Luka, 17 de enero de 1977) fue un jugador de balonmano serbio, nacido en Bosnia y Herzegovina, que jugó de central. Su último equipo fue el Tremblay-en-France Handball que por aquel entonces jugaba en la Pro D2, logrando el ascenso a la LNH en ese mismo año.
Bojinović fue un componente de la selección de balonmano de la República Federal de Yugoslavia, y posteriormente fue internacional con la selección de balonmano de Serbia con la que disputó 102 partidos y marcó 322 goles. Con la selección yugoslava logró la medalla de bronce en el Campeonato Mundial de Balonmano Masculino de 2001.
Durante su carrera jugó una década en el Montpellier HB (2002-2012), coincidiendo con la época de dominio del club en Francia y siendo considerado así como uno de los jugadores históricos del club francés.
En España jugó en el Club Balonmano Ademar León, en el Bidasoa Irún y en el FC Barcelona, con el que logró la Copa Asobal en 2002.

## Palmarés

### Partizan
- Liga de balonmano de Serbia y Montenegro (1): 1999
- Copa de balonmano de Serbia y Montenegro (1): 1998

### FC Barcelona
- Copa Asobal (1): 2002

### Montpellier
- Liga de Francia de balonmano (9): 2003, 2004, 2005, 2006, 2008, 2009, 2010, 2011, 2012
- Copa de Francia de balonmano (7): 2003, 2005, 2006, 2008, 2009, 2010, 2012
- Copa de la Liga de balonmano (8): 2004, 2005, 2006, 2007, 2008, 2010, 2011, 2012
- Supercopa de Francia (2): 2011, 2012
- Liga de Campeones de la EHF (1): 2003

### PSG
- Liga de Francia de balonmano (2): 2013, 2015
- Copa de Francia de balonmano (2): 2014, 2015
- Supercopa de Francia (1): 2015

### Tremblay-en-France
- Pro D2 (1): 2017

## Clubes
- RK Banja Luka (1992-1994)
- RK Jagodina (1994-1995)
- RK Partizan (1995-1999)
- Club Balonmano Ademar León (1999-2000)
- Bidasoa Irún (2000-2001)
- FC Barcelona (2001-2002)
- Montpellier HB (2002-2012)
- Paris Saint-Germain (2012-2015)
- RK Banja Luka (2015)
- Tremblay-en-France Handball (2015-2017)